# Néolia
Ne doit pas être confondu avec Éolia ou Véolia.
Néolia est une entreprise sociale pour l'habitat (ESH) filiale d’Action Logement Immobilier. 

## Historique
- 1948 : le Comité Régional du Logement (CRL) de Belfort-Montbéliard crée la Société immobilière du CRL, chargée de construire et de gérer des logements sociaux (pénurie de logements à la suite de la guerre)
- 1948-1968 : le parc de logements construits et gérés passe de 132 logements (1948-1950) à 5 000 logements (1958) avec la réalisation du quartier de La Chiffogne à Montbéliard. Construction et gestion de milliers de logements à Besançon, Planoise et Valentigney durant les années 1960.
- 1980 : la société d'HLM du CRL devient la société anonyme d'HLM de Franche-Comté (SAFC).
- 1998 : pour ses 50 ans d'existence, la société est le premier groupe immobilier de Franche-Comté et la 985e entreprise française.
- 2006 : la SAFC devient Néolia.
- Années 1998-2012 : développement dans tout le Grand-Est de la France. Création d’une nouvelle collection de maisons individuelles à ossature bois.
- 2006-2012 : Néolia s’engage auprès des collectivités locales sur huit conventions ANRU pour le renouvellement urbain et la requalification des quartiers (CAPM, Besançon Planoise, Besançon Palente, Communautés d'Agglomération de Mulhouse, Dijon, Saint-Etienne Métropole, Le Creuseot-Montceau-les-Mines, Belfort).
- 2010 : Néolia devient propriétaire du patrimoine de Logissim Habitat. Création d’une nouvelle collection de maisons individuelles certifiées NF HQE et THPE.
- 2011 : le patrimoine de Néolia en Côte-d'Or et Saône-et-Loire est transféré à Villéo, dont le capital est notamment détenu à 52 % par Néolia et 45 % par Logilia.
- 2016-2017 : La grande réforme d'Action Logement (1% Logement) engagée en 2015 suit son cours pour fédérer les acteurs du logements social et améliorer l’habitat en France. Néolia adopte les couleurs d’Action Logement.

## Domaines d'activité

### Construction d'immeubles collectifs
Organisés par GrDF et Coprotec, les trophées Gazosphère des bâtiments du grand EST performants au plan énergétique ont été attribués à Néolia lors de la construction d'un bâtiment de logements collectifs de 14 logements à Montbéliard (25), doté d'une pompe à chaleur à absorption gaz, d'une chaudière gaz d'appoint et de 2 ballons tampons de 400 litres.